# Neue Zeitung (Wien)
Die Neue Zeitung war ein vom 3. Oktober 1967 bis zum 10. Juli 1971 im Raum Wien erscheinendes, von der Wiener SPÖ finanziertes österreichisches Boulevardblatt.

## Hintergrund
Die Wahlniederlage der SPÖ bei der Nationalratswahl 1966, die zur Alleinregierung der ÖVP unter Josef Klaus führte und die seit 1945 bestehende Große Koalition beendete, war auch durch die Abspaltung der DFP des früheren sozialdemokratischen Spitzenfunktionärs und Gewerkschaftspräsidenten Franz Olah bedingt. Dieser hatte mit Gewerkschaftsgeldern den sensationell erfolgreichen Start der Neuen Kronenzeitung finanziert. Dem gegenüber kümmerte das traditionsreiche Parteiblatt der SPÖ, die Arbeiter-Zeitung mit schrumpfender Auflage und immer stärker überalterter Leserschaft dahin. Eine der Lehren, die aus der Wahlniederlage parteiintern gezogen werden konnten, war also die Notwendigkeit einer neuen Pressepolitik und die Überzeugung, die SPÖ müsse so wie in der Zwischenkriegszeit wieder über ein eigenes kleinformatiges Boulevardblatt verfügen. (Das Kleine Blatt war nach dem Zweiten Weltkrieg ja nur mehr als Wochenzeitung gegründet worden).

## Rascher Misserfolg
Die Wiener SPÖ lancierte die Neue Zeitung als bewusste Antwort auf die Kronenzeitung und als Versuch einer Modernisierung der sozialdemokratischen Pressepolitik. Der Versuch scheiterte allerdings binnen kurzer Zeit. Ungeachtet der üblichen Gewinnspiele und aufwändigen Werbekampagnen gelang es den Zeitungsmachern nicht, die Marke der Auflage von 100.000 Stück zu überwinden oder der „Krone“ ernsthaft zu schaden. Der Anfang Februar 1967 – nicht unbedingt als Favorit der Wiener Partei – gewählte neue Parteivorsitzende Bruno Kreisky erwies sich zudem als Medienprofi, der mit seinem großbürgerlichen Charme auch die nicht sozialistischen Journalisten zu beeindrucken wusste und zum „Medienkanzler“ wurde. Mit den Erfolgen bei der Nationalratswahl 1970, bei der die SPÖ die relative Parlamentsmehrheit erlangte, und der Nationalratswahl 1971, bei der die absolute Mehrheit erreicht wurde, etablierte Kreisky eine Phase sozialdemokratischer Hegemonie, die kostspielige Medienexperimente à la Neue Zeitung überflüssig zu machen schien. Die Neue Zeitung wurde daher aufgrund hoher Verluste im Dezember 1970 in eine Wochenzeitung umgewandelt und schon Mitte 1971 eingestellt. An der Grundproblematik, dass die österreichische Sozialdemokratie über keine eigenen modernen Printmedien verfügte, änderte sich freilich auch während der Ära Kreisky nichts. Die Arbeiter-Zeitung kümmerte weiter mit schrumpfender Auflage dahin, wiewohl sich Kreisky scheute, das von Viktor Adler gegründete Blatt aus betriebswirtschaftlichen Gründen einzustellen. Ein Versuch später „Boulevardisierung“ des traditionsreichen Zentralorgans, an dem wieder die Wiener SPÖ beteiligt war, scheiterte ebenfalls.